# Гленн Робінсон III
Глен Алан Робінсон III (англ. Glenn Alan Robinson III; нар. 8 січня 1994, Гері, Індіана, США) — американський професіональний баскетболіст, легкий форвард і атакувальний захисник, останньою командою якого була «Сакраменто Кінгз» з НБА. Син Гленна Робінсона.

## Ігрова кар'єра

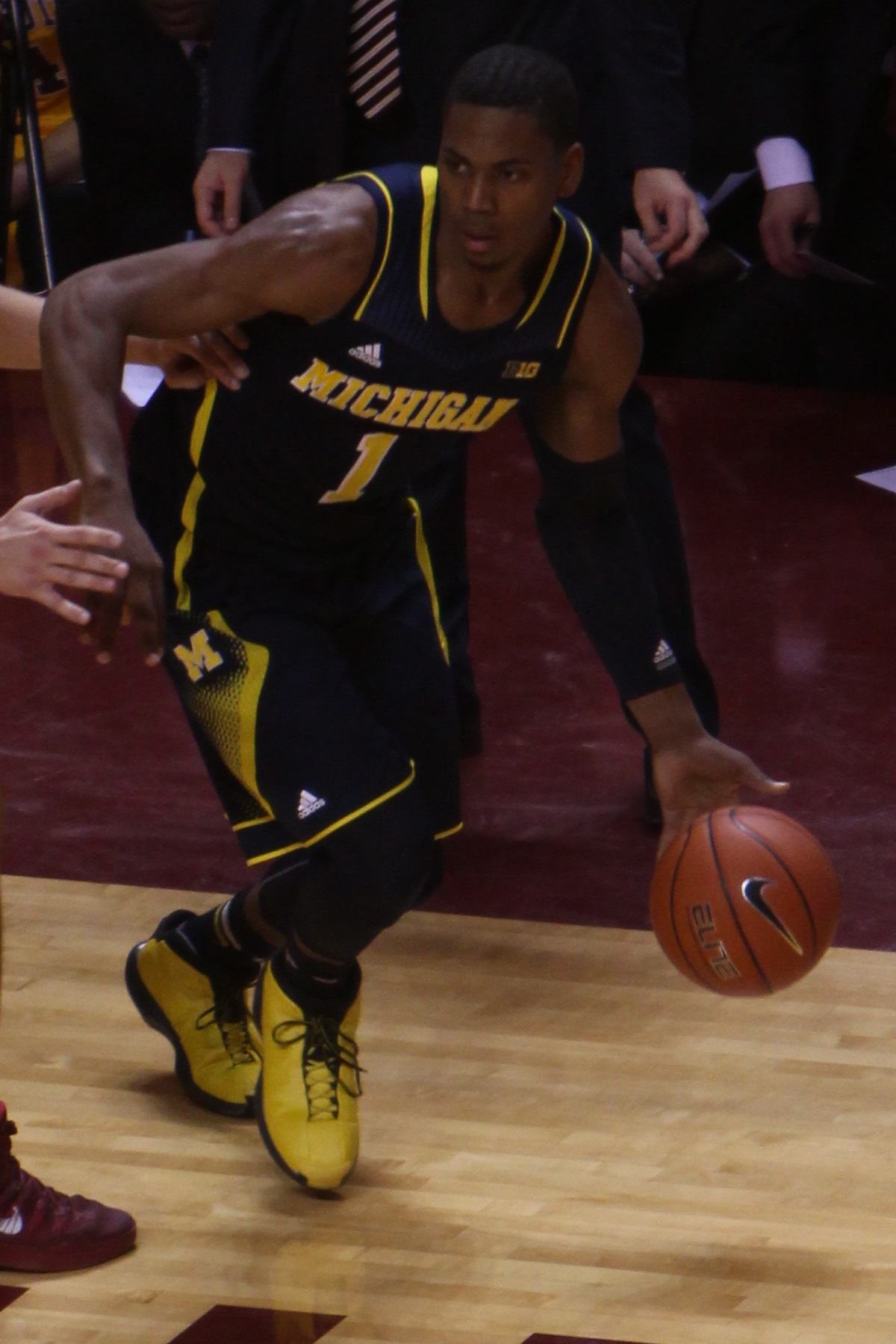
Робінсон у студентські роки

Починав грати у баскетбол у команді старшої школи Лейк Сентрал (Сент-Джон, Індіана). Після закінчення школи вважався одним з найкращих легких форвардів США серед школярів. На університетському рівні грав за команду Мічиган (2012—2014).
2014 року був обраний у другому раунді драфту НБА під загальним 40-м номером командою «Міннесота Тімбервулвз». Захищав кольори команди з Міннесоти до 5 березня 2015 року, коли «Міннесота» відрахувала його зі складу.
7 березня 2015 року підписав контракт з «Філадельфія Севенті-Сіксерс».
27 липня 2015 року став гравцем «Індіана Пейсерз», команди, кольори якої захищає й досі. 21 листопада у матчі проти «Мілвокі Бакс» забив 17 очок, що стало його особистим рекордом у НБА. 25 листопада 2016 року у матчі проти «Бруклін Нетс» покращив цей показник, набравши 20 очок. Взимку 2017 року виграв конкурс слем-данків НБА.
7 липня 2018 року підписав контракт з «Детройт Пістонс».
10 липня 2019 року перейшов до складу «Голден-Стейт Ворріорс».
6 лютого 2020 року разом з Алеком Берксом був обміняний до «Філадельфії» на три драфт-піки другого раунду.
2 грудня 2020 року підписав контракт з «Сакраменто Кінгс». 24 лютого 2021 року був відрахований з команди.

## Статистика виступів в НБА

### Регулярний сезон
| Сезон             | Команда                       | GP  | GS  | MPG  | FG%  | 3P%  | FT%   | RPG | APG | SPG | BPG | PPG  |
| ----------------- | ----------------------------- | --- | --- | ---- | ---- | ---- | ----- | --- | --- | --- | --- | ---- |
| 2014–15           | «Міннесота Тімбервулвз»       | 25  | 0   | 4.3  | .333 | .167 | .750  | .6  | .1  | .1  | .0  | 1.2  |
| 2014–15           | «Філадельфія Севенті-Сіксерс» | 10  | 1   | 15.3 | .419 | .308 | .500  | 2.5 | .8  | .3  | .1  | 4.4  |
| 2015–16           | «Індіана Пейсерз»             | 45  | 4   | 11.3 | .430 | .378 | .692  | 1.5 | .6  | .4  | .2  | 3.8  |
| 2016–17           | «Індіана Пейсерз»             | 69  | 27  | 20.7 | .467 | .392 | .711  | 3.6 | .7  | .6  | .3  | 6.1  |
| 2017–18           | «Індіана Пейсерз»             | 23  | 1   | 14.7 | .424 | .412 | .818  | 1.6 | .7  | .6  | .0  | 4.1  |
| 2018–19           | «Детройт Пістонс»             | 47  | 18  | 13.0 | .420 | .290 | .800  | 1.5 | .4  | .3  | .2  | 4.2  |
| 2019–20           | «Голден Стейт Ворріорз»       | 48  | 48  | 31.6 | .481 | .400 | .851  | 4.7 | 1.8 | .9  | .3  | 12.9 |
| 2019–20           | «Філадельфія Севенті-Сіксерс» | 12  | 4   | 18.9 | .521 | .286 | 1.000 | 2.8 | .9  | .7  | .2  | 7.4  |
| 2020–21           | «Сакраменто Кінгс»            | 23  | 2   | 16.0 | .424 | .364 | .913  | 2.0 | .9  | .2  | .1  | 5.3  |
| Усього за кар'єру | Усього за кар'єру             | 304 | 105 | 17.4 | .457 | .373 | .779  | 2.6 | .8  | .5  | .2  | 5.9  |

### Плей-оф
| Сезон             | Команда           | GP | GS | MPG  | FG%   | 3P%   | FT%   | RPG | APG | SPG | BPG | PPG |
| ----------------- | ----------------- | -- | -- | ---- | ----- | ----- | ----- | --- | --- | --- | --- | --- |
| 2016              | «Індіана Пейсерз» | 4  | 0  | 2.6  | .750  | .000  | 1.000 | .0  | .0  | .0  | .3  | 1.8 |
| 2017              | «Індіана Пейсерз» | 3  | 0  | 10.4 | 1.000 | 1.000 | .500  | 1.0 | .3  | .0  | .0  | 5.0 |
| 2018              | «Індіана Пейсерз» | 2  | 0  | 3.0  | 1.000 | –     | –     | .5  | .0  | .0  | .0  | 1.0 |
| 2019              | «Детройт Пістонс» | 3  | 0  | 12.0 | .267  | .125  | 1.000 | 2.3 | .7  | .7  | .0  | 4.3 |
| Усього за кар'єру | Усього за кар'єру | 12 | 0  | 6.9  | .538  | .300  | .857  | .9  | .3  | .2  | .1  | 3.1 |